# Liga de Voleibol Superior Femenino 2021
Liga de Voleibol Superior Femenino 2021 spelades 15 juni till 4 september 2021. I turneringen deltog 7 lag och Criollas de Caguas blev mästare för 14:e gången (6:e i rad). Taylor Sandbothe utsågs till mest värdefulla spelare.
Finalen i turneringen spelades inte på grund av en tvist mellan det ena finallaget (Cangrejeras de Santurce) och ligan. Tvisten gällde om laget skulle kunna ersätta Destinee Hooker (USA) med en annan utländsk spelare. Enligt reglerna var det bara tillåtet att ersätt en utländsk spelare under slutspelet med en annan i fall med skada. Cangrejeras de Santurce vill utnyttja denna möjlighet då de ansåg Destinee Hooker  medicinskt oförmögen att spela. Efter att ha sett ansökan avslogs begäran av både LVSF (ligan) och FPV (förbundet). Laget vände sig då till den puertoricanska olympiska kommitténs Tribunal Apelativo y de Arbitraje Deportivo (TAAD), som även de avslog begäran. Laget offentliggjorde sedan att anledningen till att de ansåg Hooker oförmögen att spela var risker kopplade till att hon var höggravid och att de inte skulle spela förrän Tribunal de Primera Instancia avgjort ärendet. Detta gjorde att segern i den första finalmatchen automatiskt tilldelades Criollas de Caguas då Sanjueras inte ställde upp för den matchen.. Följande dag, den 5 september 2021, tilldelar FPV även segern i mästerskapet till Criollas de Caguas samtidigt som medan Sanjueras och dess lagmedlemmar sanktioneras med ett års avstängning från franchisen från och med det aktuella datumet. Senare drog FPV tillbaka sanktionerna mot spelarna..

## Regelverk
Turneringen spelades med ett gemensamt gruppspel följt av gruppspel indelat i två grupp och därefter cupspel. Lagen spelade gruppspel där alla lag mötte varandra två gånger. De sex första lagen delades därefter upp i två grupper om tre lag. De två första lagen gick vidare till semifinal som sedan följdes av final.

### Metod för att bestämma tabellplacering
Om slutresultatet blev 3-0 eller 3-1 tilldelades 3 poäng till det vinnande laget och 0 till det förlorande laget, om slutresultatet blev 3-2 tilldelades 2 poäng till det vinnande laget och 1 till det förlorande laget.
Lagens position i respektive grupp bestämdes utifrån (i tur och ordning):
- Poäng;
- Antal vunna matcher
- Kvot vunna/förlorade set
- Kvot vunna/förlorade bollpoäng.

## Deltagande lag
I serien deltog sju franchiselag. Jämfört med tidigare år hade Leonas de Ponce och Sanjuaneras de la Capital köpt spelrättigheterna från Indias de Mayagüez respektive Llaneras de Toa Baja. Grises de Humacao hade köpt spelrättigheterna från Polluelas de Aibonito efter att det senare laget varit inaktivit under en säsong. Ladyhawks de Gurabo tog över spelrättigheterna från Orientales de Humacao som varit inaktiva under två år. De drog sig dock ur några veckor före spelstart varför franchisen försvann.. Ett annat franchise med rätt att delta, Amazonas de Trujillo Alto, slogs samman med Valencianas de Juncos.
| Klubb                   | Stad      | Hemmaplan                       | Föregående säsong |
| ----------------------- | --------- | ------------------------------- | ----------------- |
| Changas de Naranjito    | Naranjito | Coliseo Gelito Ortega           | 2:a i LVSF        |
| Criollas de Caguas      | Caguas    | Coliseo Roger L. Mendoza        | 1:a i LVSF        |
| Grises de Humacao       | Humacao   | Coliseo Emilio E. Huyke         | -                 |
| Leonas de Ponce         | Ponce     | Coliseo Salvador Dijols         | -                 |
| Pinkin de Corozal       | Corozal   | Coliseo Carmen Zoraida Figueroa | 7:a i LVSF        |
| Cangrejeras de Santurce | San Juan  | Coliseo Roberto Clemente        | -                 |
| Valencianas de Juncos   | Juncos    | Coliseo Rafael Amalbert         | 6:a i LVSF        |

## Turneringen

### Grundserien

#### Resultat
| Resultat |                         |     |                                   |
|          |                         |     |                                   |
| 15-06    | Humacao - Caguas        | 0-3 | 16-25, 20-25, 16-25               |
| 15-06    | Naranjito - Sanjuaneras | 3-1 | 25-23, 25-21, 19-25, 25-22        |
| 17-06    | Corozal - Sanjuaneras   | 3-2 | 25-23, 25-18, 23-25, 15-25, 16-14 |
| 17-06    | Ponce - Juncos          | 3-0 | 25-23, 25-22, 25-19               |
| 18-06    | Juncos - Naranjito      | 2-3 | 25-27, 25-21, 25-22, 20-25, 10-15 |
| 18-06    | Humacao - Ponce         | 0-3 | 21-25, 19-25, 22-25               |
| 19-06    | Humacao - Sanjuaneras   | 1-3 | 20-25, 30-28, 23-25, 15-25        |
| 19-06    | Caguas - Corozal        | 3-1 | 25-19, 19-25, 25-12, 25-8         |
| 20-06    | Naranjito - Ponce       | 3-1 | 25-14, 24-26, 25-12, 25-13        |
| 20-06    | Juncos - Sanjuaneras    | 2-3 | 25-23, 22-25, 25-27, 26-24, 14-16 |
| 23-06    | Ponce - Corozal         | 3-0 | 25-23, 25-20, 31-29               |
| 23-06    | Humacao - Naranjito     | 3-2 | 25-20, 15-25, 26-24, 21-25, 15-10 |
| 25-06    | Naranjito - Corozal     | 3-0 | 25-19, 25-22, 25-20               |
| 26-06    | Ponce - Sanjuaneras     | 1-3 | 25-22, 17-25, 20-25, 16-25        |
| 26-06    | Caguas - Juncos         | 2-3 | 22-25, 26-24, 21-25, 25-17, 13-15 |
| 27-06    | Corozal - Humacao       | 3-1 | 28-26, 25-20, 23-25, 25-19        |
| 30-06    | Humacao - Juncos        | 0-3 | 21-25, 21-25, 22-25               |
| 01-07    | Ponce - Naranjito       | 3-2 | 20-25, 25-23, 25-23, 18-25, 15-12 |
| 02-07    | Corozal - Juncos        | 3-2 | 25-15, 22-25, 19-25, 25-10, 15-12 |
| 03-07    | Ponce - Caguas          | 0-3 | 21-25, 16-25, 20-25               |
| 04-07    | Caguas - Naranjito      | 2-3 | 24-26, 21-25, 25-21, 25-22, 10-15 |

| Resultat |                         |     |                                   |
|          |                         |     |                                   |
| 04-07    | Sanjuaneras - Juncos    | 3-0 | 25-20, 25-22, 25-15               |
| 07-07    | Sanjuaneras - Corozal   | 3-0 | 25-19, 25-23, 25-14               |
| 07-07    | Juncos - Ponce          | 3-2 | 25-13, 23-25, 25-18, 18-25, 15-11 |
| 08-07    | Caguas - Humacao        | 3-0 | 25-15, 25-22, 25-19               |
| 09-07    | Naranjito - Juncos      | 3-1 | 25-19, 22-25, 25-15, 25-17        |
| 10-07    | Corozal - Caguas        | 1-3 | 26-24, 25-27, 22-25, 21-25        |
| 12-07    | Sanjuaneras - Caguas    | 0-3 | 16-25, 23-25, 17-25               |
| 14-07    | Sanjuaneras - Humacao   | 3-0 | 25-15, 25-10, 25-22               |
| 14-07    | Corozal - Ponce         | 3-0 | 25-22, 25-23, 25-23               |
| 16-07    | Humacao - Corozal       | 1-3 | 21-25, 18-25, 25-17, 23-25        |
| 16-07    | Sanjuaneras - Ponce     | 3-0 | 25-13, 25-22, 25-18               |
| 17-07    | Juncos - Caguas         | 0-3 | 18-25, 12-25, 14-25               |
| 17-07    | Corozal - Naranjito     | 2-3 | 25-16, 25-21, 22-25, 19-25, 12-15 |
| 18-07    | Naranjito - Humacao     | 3-1 | 25-21, 25-23, 18-25, 25-15        |
| 21-07    | Sanjuaneras - Naranjito | 2-3 | 25-18, 25-19, 21-25, 17-25, 13-15 |
| 22-07    | Caguas - Ponce          | 3-0 | 25-14, 25-14, 25-19               |
| 22-07    | Juncos - Humacao        | 3-1 | 28-30, 25-19, 25-23, 25-18        |
| 23-07    | Caguas - Sanjuaneras    | 3-1 | 25-20, 20-25, 25-20, 25-18        |
| 24-07    | Juncos - Corozal        | 3-2 | 25-23, 14-25, 21-25, 25-17, 15-11 |
| 25-07    | Naranjito - Caguas      | 3-1 | 25-23, 17-25, 25-13, 25-16        |
| 25-07    | Ponce - Humacao         | 1-3 | 25-23, 19-25, 13-25, 20-25        |

#### Sluttabell
| Pos. | Lag                     | Pt | G  | V  | P  | VS | FS | Kvot | VP | FP | Kvot |
| ---- | ----------------------- | -- | -- | -- | -- | -- | -- | ---- | -- | -- | ---- |
| 1    | Criollas de Caguas      | 29 | 12 | 9  | 3  |    |    |      |    |    |      |
| 2    | Changas de Naranjito    | 28 | 12 | 10 | 2  |    |    |      |    |    |      |
| 3    | Cangrejeras de Santurce | 22 | 12 | 7  | 5  |    |    |      |    |    |      |
| 4    | Pinkin de Corozal       | 15 | 12 | 5  | 7  |    |    |      |    |    |      |
| 5    | Valencianas de Juncos   | 15 | 12 | 5  | 7  |    |    |      |    |    |      |
| 6    | Leonas de Ponce         | 12 | 12 | 4  | 8  |    |    |      |    |    |      |
| 7    | Grises de Humacao       | 5  | 12 | 2  | 10 |    |    |      |    |    |      |

      Kvalificerade för slutspel.

### Slutspel

#### Kvartsfinaler

##### Grupp A

###### Resultat
| Match 1 |                     |     |                            |
|         |                     |     |                            |
| 27-07   | Sanjuaneras - Ponce | 3-1 | 25-21, 25-20, 21-25, 27-25 |

| Match 2 |                      |     |                     |
|         |                      |     |                     |
| 28-07   | Caguas - Sanjuaneras | 3-0 | 25-17, 25-16, 25-13 |

| Match 3 |                |     |                     |
|         |                |     |                     |
| 29-07   | Ponce - Caguas | 0-3 | 12-25, 18-25, 21-25 |

| Match 4 |                     |     |                                   |
|         |                     |     |                                   |
| 30-07   | Ponce - Sanjuaneras | 2-3 | 22-25, 25-22, 25-17, 22-25, 12-15 |

| Match 5 |                      |     |                                  |
|         |                      |     |                                  |
| 01-08   | Sanjuaneras - Caguas | 2-3 | 25-23, 23-25, 25-20, 23-25, 7-15 |

| Match 6 |                |     |                                   |
|         |                |     |                                   |
| 03-08   | Caguas - Ponce | 3-2 | 17-25, 22-25, 25-19, 25-21, 15-19 |

###### Sluttabell
| Pos. | Lag                     | G | V | P | VS | FS | Kvot | VP | FP | Kvot |
| ---- | ----------------------- | - | - | - | -- | -- | ---- | -- | -- | ---- |
| 1    | Criollas de Caguas      | 4 | 4 | 0 |    |    |      |    |    |      |
| 2    | Cangrejeras de Santurce | 4 | 2 | 2 |    |    |      |    |    |      |
| 3    | Leonas de Ponce         | 4 | 0 | 4 |    |    |      |    |    |      |

      Kvalificerade för semifinal.

##### Grupp B

###### Resultat
| Match 1 |                  |     |                                   |
|         |                  |     |                                   |
| 28-07   | Corozal - Juncos | 2-3 | 25-16, 19-25, 18-25. 25-12, 11-15 |

| Match 2 |                     |     |                            |
|         |                     |     |                            |
| 29-07   | Naranjito - Corozal | 3-1 | 21-25, 25-14, 25-19, 25-22 |

| Match 3 |                    |     |                            |
|         |                    |     |                            |
| 30-07   | Juncos - Naranjito | 1-3 | 18-25, 28-30, 25-18, 30-32 |

| Match 4 |                  |     |                            |
|         |                  |     |                            |
| 31-07   | Juncos - Corozal | 3-1 | 25-23, 24-26, 25-21, 25-19 |

| Match 5 |                     |     |                     |
|         |                     |     |                     |
| 01-08   | Corozal - Naranjito | 0-3 | 23-25, 23-25, 20-25 |

| Match 6 |                    |     |                     |
|         |                    |     |                     |
| 02-08   | Naranjito - Juncos | 3-0 | 25-20, 25-20, 25-15 |

##### Sluttabell
| Pos. | Lag                   | G | V | P | VS | FS | Kvot | VP | FP | Kvot |
| ---- | --------------------- | - | - | - | -- | -- | ---- | -- | -- | ---- |
| 1    | Changas de Naranjito  | 4 | 4 | 0 |    |    |      |    |    |      |
| 2    | Valencianas de Juncos | 4 | 2 | 2 |    |    |      |    |    |      |
| 3    | Pinkin de Corozal     | 4 | 0 | 4 |    |    |      |    |    |      |

      Kvalificerade för semifinal.

#### Semifinaler
| Match 1 |                         |     |                                   |
|         |                         |     |                                   |
| 07-08   | Caguas - Juncos         | 2-3 | 25-17, 25-12, 23-25, 24-26, 15-17 |
| 05-08   | Naranjito - Sanjuaneras | 1-3 | 25-22, 21-25, 22-25, 23-25        |

| Match 2 |                         |     |                            |
|         |                         |     |                            |
| 08-08   | Juncos - Caguas         | 3-1 | 25-21, 25-22, 11-25, 25-21 |
| 07-08   | Sanjuaneras - Naranjito | 3-1 | 25-13, 10-25, 25-15, 25-18 |

| Match 3 |                         |     |                                   |
|         |                         |     |                                   |
| 10-08   | Caguas - Juncos         | 3-2 | 25-23, 18-25, 25-18, 24-26, 15-10 |
| 08-08   | Naranjito - Sanjuaneras | 2-3 | 25-12, 25-17, 22-25, 21-25, 13-15 |

| Match 4 |                         |     |                            |
|         |                         |     |                            |
| 11-08   | Juncos - Caguas         | 0-3 | 22-25, 24-26, 16-25        |
| 10-08   | Sanjuaneras - Naranjito | 3-1 | 17-25, 25-12, 25-14, 25-21 |

| Match 5 |                 |     |                            |
|         |                 |     |                            |
| 13-08   | Caguas - Juncos | 3-1 | 33-31, 13-25, 25-22, 25-17 |

| Match 6 |                 |     |                     |
|         |                 |     |                     |
| 14-08   | Juncos - Caguas | 0-3 | 20-25, 23-25, 15-25 |

#### Final
| Match 1 |                      |     |                  |
|         |                      |     |                  |
| 04-09   | Caguas - Sanjuaneras | 3-0 | 25-0, 25-0, 25-0 |

| Match 2 |                      |   |  |
|         |                      |   |  |
| 05-09   | Sanjuaneras - Caguas | - |  |

| Match 3 |                      |   |  |
|         |                      |   |  |
| 07-09   | Caguas - Sanjuaneras | - |  |

| Match 4 |                      |   |  |
|         |                      |   |  |
| 08-09   | Sanjuaneras - Caguas | - |  |

|  | Semifinaler             | Semifinaler | Semifinaler             | Semifinaler | Semifinaler | Semifinaler | Semifinaler | Semifinaler |                    |   | Final | Final | Final | Final | Final | Final | Final | Final |  |
|  |                         |             |                         |             |             |             |             |             |                    |   |       |       |       |       |       |       |       |       |  |
|  | Criollas de Caguas      | 2           | 1                       | 3           | 3           | 3           | 3           |             |                    |   |       |       |       |       |       |       |       |       |  |
|  | Criollas de Caguas      | 2           | 1                       | 3           | 3           | 3           | 3           |             |                    |   |       |       |       |       |       |       |       |       |  |
|  | Valencianas de Juncos   | 3           | 3                       | 2           | 0           | 1           | 0           |             |                    |   |       |       |       |       |       |       |       |       |  |
|  | Valencianas de Juncos   | 3           | 3                       | 2           | 0           | 1           | 0           |             | Criollas de Caguas | 3 |       |       |       |       |       |       |       |       |  |
|  |                         |             |                         |             |             |             |             |             | Criollas de Caguas | 3 |       |       |       |       |       |       |       |       |  |
|  |                         |             | Cangrejeras de Santurce | 0           |             |             |             |             |                    |   |       |       |       |       |       |       |       |       |  |
|  | Changas de Naranjito    | 1           | Cangrejeras de Santurce | 0           | 1           | 2           | 1           |             |                    |   |       |       |       |       |       |       |       |       |  |
|  | Changas de Naranjito    | 1           |                         |             |             |             |             |             |                    |   |       |       |       |       |       |       |       |       |  |
|  | Cangrejeras de Santurce | 3           | 3                       | 3           | 3           |             |             |             |                    |   |       |       |       |       |       |       |       |       |  |

## Individuella utmärkelser[14]
| Utmärkelse              | Giocatrice         | Lag                     |
| ----------------------- | ------------------ | ----------------------- |
| Mest värdefulla spelare | Taylor Sandbothe   | Criollas de Caguas      |
| Bästa passare           | Natalia Valentín   | Cangrejeras de Santurce |
| Bästa anfallare         | Khalia Lanier      | Pinkin de Corozal       |
| Bästa blockare          | Alison Bastianelli | Changas de Naranjito    |
| Bästa libero            | Nomaris Vélez      | Grises de Humacao       |
| Rising star             | Neira Ortiz        | Cangrejeras de Santurce |
| Bästa comeback          | Jonnalys Matos     | Grises de Humacao       |
| Bästa nykommling        | Ivania Ortiz       | Pinkin de Corozal       |